# Francesco degli Amadori
Franceso degli Amadori of d'Amadore, bijgenaamd Il Urbino († Rome, 3 december 1555) was een Italiaans beeldhouwer in dienst van Michelangelo Buonarroti.

## Leven
Hij was een zoon van een zekere Bernardino en kwam uit Casteldurante in Urbino. Michelangelo, die hem rond 1530 in dienst nam, noemde hem naar zijn geboortestreek "Urbino". Amadori werd nooit een zelfstandig beeldhouwer, maar assisteerde Michelangelo in opdrachten zoals de decoratie voor het graf van paus Julius II in de San Pietro in Vincoli. Als knecht werkte hij mee aan de fresco's in de Sixtijnse en Paulijnse Kapel van het Apostolisch Paleis door steigers op te stellen, muren klaar te maken en pigmenten te malen.
Michelangelo waardeerde de trouw en oprechtheid van zijn hulpkracht en maakte dat het hem financieel voor de wind ging. Typerend voor hun verstandhouding is de anekdote bewaard door Benvenuto Cellini. Toen die de weigerachtige Michelangelo ervan probeerde te overtuigen voor Cosimo I de' Medici te gaan werken, en maar bleef aandringen, keek de meester ten einde raad naar zijn knecht, die uitstootte: "Ik wil mijn meester Michelangelo nooit verlaten, tenzij ik hem vil of hij mij". Cellini kon niet anders dan lachen om dit boerse antwoord, maar ging weg zonder groeten.
De dood van Amadori ontredderde Michelangelo zeer. Hij schreef er roerend over in brieven aan zijn neef Lionardo Buonarroti en aan Giorgio Vasari, alsook in een sonnet aan bisschop Lodovico Beccadelli. Hij was de dooppeter van het kind dat Amadori had met Cornelia Colonnelli en dat naar hem de naam Michelangelo droeg. Bij testament werd hij aangesteld tot executeur en voogd van de weduwe en kinderen van Amadori, met inbegrip van de nog ongeboren Francesco.

## Voetnoten
1. ↑  Het leven van Benvenuto Cellini door hemzelf verteld, vert. Corinne van Schendel en Henriëtte van Dam van Isselt, Querido, 1982, p. 369
2. ↑  Léon Dorez, "Nouvelles recherches sur Michel-Ange et son entourage (suite et fin)" in: Bibliothèque de l'École des chartes, 1917, p. 180-181. DOI:10.3406/bec.1917.448597

- Union List of Artist Names: 500094263
- Virtual International Authority File: 96372741